# Gregg Rudloff
Pour les articles homonymes, voir Rudloff.
Gregg Charles Rudloff est un ingénieur du son américain né le 2 novembre 1955 à Los Angeles (Californie) et mort dans la même ville le 6 janvier 2019.

## Biographie
Gregg Rudloff a remporté troi Oscars du meilleur son et a été nommé pour quatre autres dans la même catégorie. Il a travaillé sur 150 films depuis 1983. 
Il décède le 6 janvier 2019 au Ronald Reagan UCLA Medical Center.

### Famille
Son père, Tex Rudloff (en), lui-même ingénieur du son, a été nommé en 1979 pour l'Oscar du meilleur mixage de son pour le film The Buddy Holly Story.

## Filmographie (sélection)
- 1982 : Honkytonk Man de Clint Eastwood
- 1983 : Risky Business de Paul Brickman
- 1984 : Footloose d'Herbert Ross
- 1985 : L'Honneur des Prizzi (Prizzi's Honor) de John Huston
- 1986 : Stand by Me de Rob Reiner
- 1987 : Princess Bride (The Princess Bride) de Rob Reiner
- 1988 : Crocodile Dundee 2 de John Cornell
- 1988 : Randonnée pour un tueur (Shoot to Kill) de Roger Spottiswoode
- 1989 : Wired de Larry Peerce
- 1989 : Chérie, j'ai rétréci les gosses (Honey, I Shrunk the Kids) de Joe Johnston
- 1989 : Glory d'Edward Zwick
- 1990 : Air America de Roger Spottiswoode
- 1991 : Beignets de tomates vertes (Fried Green Tomatoes) de Jon Avnet
- 1991 : Les Aventures de Rocketeer (The Rocketeer) de Joe Johnston
- 1992 : Les blancs ne savent pas sauter (White Men Can't Jump) de Ron Shelton
- 1993 : Quand l'esprit vient aux femmes (Born Yesterday) de Luis Mandoki
- 1996 : Personnel et confidentiel (Up Close and Personal) de Jon Avnet
- 1997 : Postman (The Postman) de Kevin Costner
- 1997 : Red Corner de Jon Avnet
- 1997 : Les Pleins Pouvoirs (Absolute Power) de Clint Eastwood
- 1998 : L'Arme fatale 4 (Lethal Weapon 4) de Richard Donner
- 1999 : Matrix (The Matrix) de Larry et Andy Wachowski
- 1999 : Jugé coupable (True Crime) de Clint Eastwood
- 2000 : En pleine tempête (The Perfect Storm) de Wolfgang Petersen
- 2003 : Matrix Revolutions (The Matrix Revolutions) de Larry et Andy Wachowski
- 2003 : Matrix Reloaded (The Matrix Reloaded) de Larry et Andy Wachowski
- 2004 : Catwoman de Pitof
- 2004 : Troie (Troy) de Wolfgang Petersen
- 2005 : Mr. et Mrs. Smith (Mr. & Mrs. Smith) de Doug Liman
- 2006 : Lettres d'Iwo Jima (Letters from Iwo Jima) de Clint Eastwood
- 2006 : Mémoires de nos pères (Flags of Our Fathers) de Clint Eastwood
- 2006 : Superman Returns de Bryan Singer
- 2008 : Gran Torino de Clint Eastwood
- 2008 : Max la Menace (Get Smart) de Peter Segal
- 2008 : L'Échange (Changeling) de Clint Eastwood
- 2009 : Invictus de Clint Eastwood
- 2011 : J. Edgar de Clint Eastwood
- 2012 : Argo de Ben Affleck
- 2014 : American Sniper de Clint Eastwood
- 2014 : La Grande Aventure Lego (The Lego Movie) de Phil Lord et Chris Miller
- 2015 : 007 Spectre (Spectre) de Sam Mendes
- 2015 : Mad Max: Fury Road de George Miller

## Distinctions

### Récompenses
- Oscar du meilleur mixage de son
  - en 1990 pour Glory
  - en 2000 pour Matrix
  - en 2016 pour Mad Max: Fury Road
- British Academy Film Award du meilleur son en 2000 pour Matrix
- Cinema Audio Society Awards en 2000 pour Matrix

### Nominations
- Oscar du meilleur mixage de son
  - en 2001 pour En pleine tempête
  - en 2007 pour Mémoires de nos pères
  - en 2013 pour Argo
  - en 2015 pour American Sniper
- British Academy Film Award du meilleur son
  - en 2001 pour En pleine tempête
  - en 2009 pour L'Échange
  - en 2015 pour American Sniper
  - en 2016 pour Mad Max: Fury Road
- Cinema Audio Society Awards
  - en 2001 pour En pleine tempête
  - en 2007 pour Mémoires de nos pères
  - en 2015 pour American Sniper
  - en 2015 pour La Grande Aventure Lego
  - en 2016 pour Mad Max: Fury Road